# Ludwig Ebhart
Ludwig Ebhart (* 3. November 1897 in Ragendorf; † 10. März 1944 in Wien) war ein österreichischer Maschinenfahrer und Widerstandskämpfer gegen den Nationalsozialismus. Er starb zwei Tage nach seiner Haftentlassung an den Folgen der Misshandlungen durch die Gestapo.

## Leben
Ebhart war Meister der Wiener Feuerschutzpolizei und gehörte einer kommunistischen Widerstandsgruppe an. Er wurde am 7. Jänner 1944 von der Gestapo in Haft genommen. Zwei Tage nach der Entlassung aus der Haft starb er an den Folgen schwerer Verletzungen.

## Gedenken

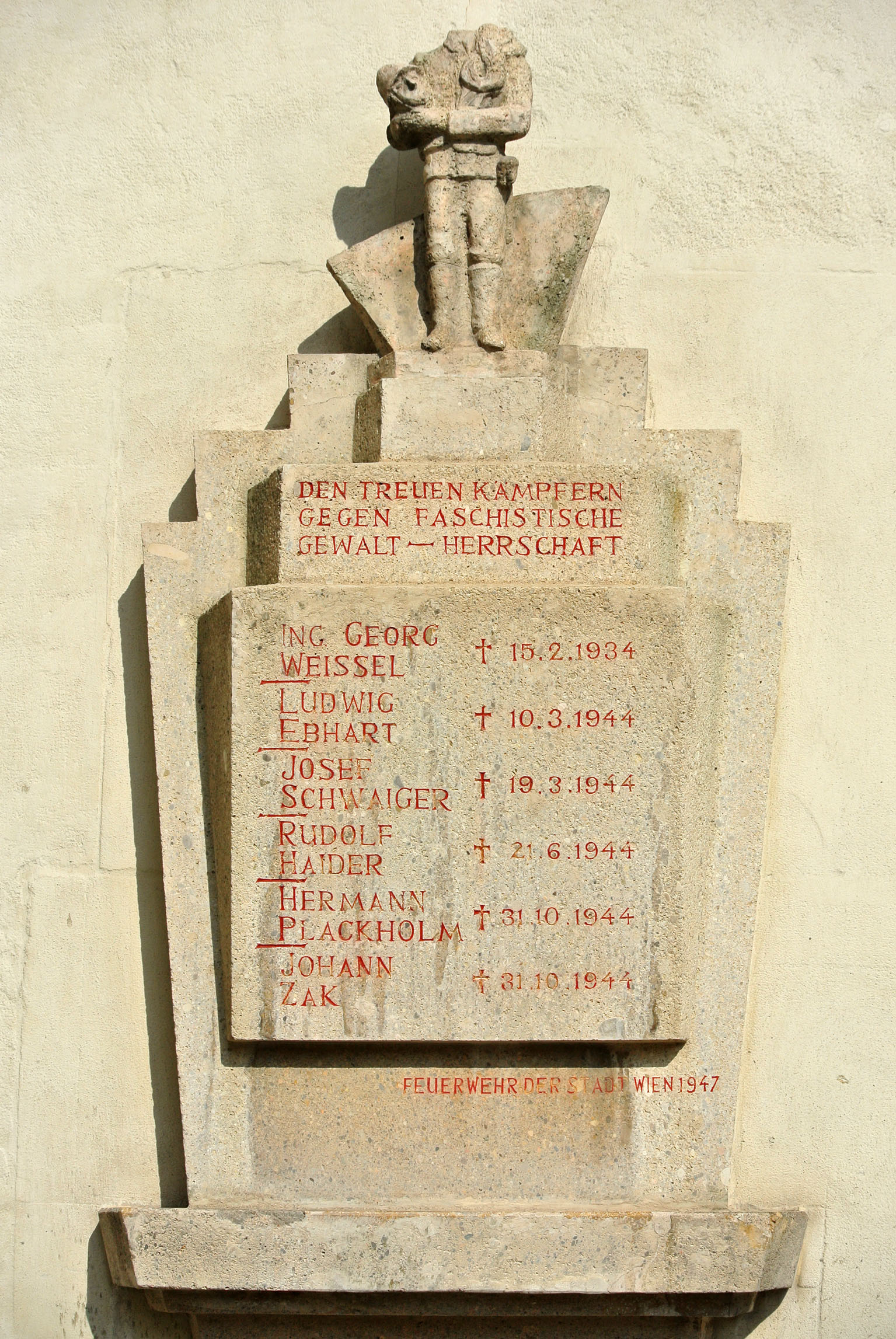
Gedenkstein an der Zentralfeuerwache Am Hof, Wien Innere Stadt

Seit 1947 erinnert das Denkmal für die vom Faschismus ermordeten Feuerwehrmänner an der Wiener Feuerwehrzentrale Am Hof an den Widerstandskämpfer gegen den Austrofaschismus Georg Weissel und an fünf Opfer der NS-Justiz, die Kommunisten Ludwig Ebhart, Josef Schwaiger, Rudolf Haider, Hermann Plackholm und Johann Zak. Das Denkmal wurde von Mario Petrucci gestaltet und zeigt einen enthaupteten Feuerwehrmann, der seinen Kopf im rechten Arm hält.